# Edimilson Fernandes
Edimilson Fernandes Ribeiro (Sion, 1996. április 15. –) svájci válogatott labdarúgó, s dvájci Young Boys játékosa.

## Pályafutása

### Klubcsapatban
Az Sion saját nevelésű játékosa. 2013. június 1-jén mutatkozott be a Zürich elleni 4–2-re megnyert bajnokin, az 53. percben Gaëtan Karlen váltotta őt. 2015. március 1-jén első gólját szerezte meg a Luzern ellen. 2016. augusztus 25-én az angol West Ham United 5 millió fontért szerződtette és 4 évre írt alá. Egy hónappal később a Southampton ellen 3–0-ra elvesztett bajnoki mérkőzésen debütált, a 82. percben Mark Noble cseréjeként. 2018 augusztusában kölcsönbe került az olasz Fiorentina csapatához egy szezonra. 2019. július 1-jétől a német FSV Mainz 05 játékosa lett. A 2021–22-es szezon első felében az Arminia Bielefeld, míg a második felében a Young Boys csapatában szerepelt kölcsönben.
2024. augusztus 30-án a Bresthez szerződött kölcsönbe vételi opcióval. 2025. július 14-én négyéves szerződést írt alá a Young Boys csapatával, ahol korábban már pályára lépett.

### A válogatottban
2016. november 13-án mutatkozott be a felnőtt válogatottban Feröer-szigetek elleni világbajnoki selejtező mérkőzésen.

## Család
Portugál és zöldfoki származású labdarúgó. Unokatestvérei Gelson Fernandes a Stade Rennais FC és a svájci labdarúgó-válogatott tagja, Manuel Fernandes a Kayserispor és a portugál labdarúgó-válogatott tagja, valamint Cabral a Le Mont játékosa.

## Statisztika

### A válogatottban
| Válogatott | Év       | Pályára lépés | Gól |
| ---------- | -------- | ------------- | --- |
| Svájc      | 2016     | 1             | 0   |
| Svájc      | 2017     | 2             | 0   |
| Svájc      | 2018     | 5             | 0   |
| Svájc      | 2019     | 6             | 1   |
| Svájc      | 2020     | 5             | 0   |
| Svájc      | 2021     | 3             | 1   |
| Svájc      | 2022     | 3             | 0   |
| Svájc      | 2023     | 3             | 0   |
| Összesen   | Összesen | 28            | 2   |

#### Góljai a válogatottban
| # | Időpont           | Helyszín                       | Ellenfél      | Gólok | Eredmény | Kiírás               |
| - | ----------------- | ------------------------------ | ------------- | ----- | -------- | -------------------- |
| 1 | 2019. október 15. | Stade de Genève, Genf, Svájc   | Írország      | 2–0   | 2–0      | 2020-as EB-selejtező |
| 2 | 2021. június 3.   | Kybunpark, Sankt Gallen, Svájc | Liechtenstein | 7–0   | 7–0      | Barátságos mérkőzés  |

## Sikerei, díjai
Sion
- Svájci Kupa
  - Győztes (1): 2014–15